# 富尾似船
富尾 似船（とみお じせん、寛永6年（1629年） - 宝永2年7月16日（1705年9月3日））は江戸時代前期の俳人。荻野安静に師事して貞門派に属したが、延宝期に談林派に転じた。

## 経歴
寛永6年（1629年）生まれ。早くは明暦2年（1656年）2月鶏冠井令徳編『崑山土塵集』に発句が入集する。明暦3年（1657年）頃荻野安静に入門し、貞門派に属した。寛文5年（1665年）剃髪し、同年歳旦から似船と号した。寛文9年（1669年）安静が死去し、延宝2年（1674年）遺集『如意宝珠』を刊行した。
延宝3年（1675年）江戸から談林派誹諧が伝わると、同年菅野谷高政編『誹諧絵合』に百韻を入集させて関心を示し、延宝5年（1677年）『誹諧猿蓑』に至って完全に談林派に移行し、貞門派に留まった中島随流等による激しい批判に晒された。延宝7年（1679年）車屋町通、元禄4年（1692年）五条通東洞院東入ル朝妻町、次いで堀川通七条南（醒ヶ井通七条下ル）鎌屋町に転居した。月に何度も法楽の会を催し、門弟以外からも歳旦発句を集めて板行料を徴収した。
宝永2年（1705年）7月16日77歳で死去し、大谷本廟に葬られた。

## 編著
- 寛文5年（1665年）3月刊『芦花集』[13]
- 延宝4年（1676年）3月刊『独吟大上戸』[14] - 散佚[3]。
- 延宝4年（1676年）3月記『石山寺入相鐘』[15]
同年の石山寺観音開帳への道中記[16]。『仮名草子集成』第2巻収録。
- 延宝5年（1677年）9月序『誹諧隠蓑』[17]
安静追善のため『如意宝珠』の続編として刊行したが、内容は談林派への転向を反映し[18]、釈教語を多用する[19]。『隠笠』との2部構成だったが、現存しない[20]。
- 延宝7年（1679年）9月刊『火吹竹』 - 散佚[3]。
- 延宝9年（1681年）3月刊『安楽音』[21]
序文・発句・付句・連句すべてに漢詩文調を盛り込むが[22]、表面的な語感により諧謔性を意図するに留まり、漢詩の持つ閑寂枯淡な境地を再現するには至っていない[23]。
- 元禄2年（1689年）4月刊『苗代水』[24][25]
- 元禄4年（1691年）5月刊『勢多長橋』[26] - 『未刊雑俳資料』6期収録。
- 元禄7年（1694年）5月刊『堀河之水』[27][28]
自宅堀川通七条南鎌屋町近辺の名所の案内書。「七条御旅所」「田中の社」「瓜田夕照」「南里刈藍」「村路若草」「東寺の昏鐘」「七条商客」「堀河蛙声」「橋上秋月」（木津屋橋）「祇陀林藤」（歓喜寺）を「七条出屋敷十景」とする[10]。『京都叢書』第9、『新修京都叢書』第5巻収録。
- 元禄10年（1697年）11月刊『千代正月集』[29] - 巻5のみ現存[3]。

## 発句
和漢・仏教の故事に取材した衒学的な句が多い。
- 『鄙諺集』「何を風の口ばしりてや夕時雨」
風を擬人化し、夕時雨の原因を風が口走ったせいだとする[4]。
- 『崑山土塵集』「出て見よきもんつふす程比叡の雪」
「肝を潰す」と比叡山の位置する「鬼門」との掛詞[4]。
- 『隠蓑』「むつごとや五十六億七夕まで」
牛郎織女の睦言が56億7千年後の弥勒下生まで続くことを願う句。俗語と釈教語による非対称感を意図する[19]。
- 『安楽音』「粤（コヽニ）薬子嫦娥ツタヘテ五位六位」
嫦娥の不老不死薬が正月の宮中行事伴御薬儀で薬子・五位蔵人・六位蔵人に試飲されることを空想する[30]。
- 『安楽音』「屏風峙テリ是レ雛の世界桃ノ林」
雛壇の情景を漢詩文調で誇大に表現する[31]。

## 門人
- 堀江林鴻[12]
- 福田鞭石[12]
- 佐藤有扇 - 号は桂花庵。享保15年（1730年）11月3日70歳で没。弟子に山県攀高、その弟子に山中梅応[12]。
- 舟露 - 有扇の徒弟[12]。
- 村山滴水 - 号は風流子[12]。
- 若江鉤軒 - 名は令之[12]。

## 同時代の評価
延宝3年（1675年）菅野谷高政は『誹諧絵合』序文で似船を「法印都の図を模するが如し。さびしからずして双なし。」と評価する。
延宝7年（1679年）岡西惟中『近来俳諧風体抄』は談林派による漢語・釈教語の多用を批判し、似船の句「晴明やくろゝ砕て祈たり」「六賊のをしこみ不動なかする」「宋玉が一流うたふほとゝぎす」「評判の屈原からくりの月」「秋津洲の外にながれて灸の膿」「火々出見ノ尊銭湯にいる」を取り上げ、「たゞごとのみとりあつかふ俳諧は、一句力なく、たよ／＼として、みるにたらず。」と酷評する。
中島随流は同年『誹諧破邪顕正』で、貞門時代の似船は「器用の口才」だったが、「天魔の入かはり」により「異風異形の島もの」になってしまったとし、「同腹中の狂者」と批判する。延宝8年（1680年）『誹諧猿黐』では似船の漢詩文調を「唐人かと見れば平仄韻字の鎧もなし。又日本侍かとおもへばかぴたんのひたゝれを着たり。」と揶揄している。元禄5年（1692年）『貞徳永代記』でも堀江林鴻『京羽二重』に掲載された似船の句を批判し、同年弄松閣只丸『あしぞろへ』、元禄6年（1693年）林鴻『あらむつかし』が似船擁護の論陣を張った。
延宝7年（1679年）松江重頼『誹諧熊坂』は、「扨又都の其内におほき雀のとび体は、三条の如泉、四条の似船、ちう／＼さへづる五句付の銭」として、五句付興行により点料で儲けていることを批判する。
元禄15年（1702年）室賀轍士編『花見車』は似船について、仏学・書に通じ、毎年歳旦の興行で名を知られるが、会合に顔を見せずに執筆に専念しているとして、「老女郎の巧者」に喩える。

## 親族
- 父 - 貞享元年（1684年）8月12日没。似船は一周忌に「夢の父頃は芋うるむかしかな」と詠んだ[37]。
- 一族：富尾左兵衛嘯琴 - 版下筆工。似船の編著の多くも担当した。住所は新町通六条南[1]。